# 大雲寺 (岡山市)
大雲寺（だいうんじ）は、岡山県岡山市北区表町三丁目にある浄土宗西山派の寺院。山号は法澤山。本尊は阿弥陀如来。この寺に安置される石造地蔵菩薩は「日限地蔵」として知られる。中国地蔵尊霊場第二番札所。

## 歴史
この寺は、天正年間（1573年 – 1592年）岡山城を築いた宇喜多氏の開基により西大寺に建立されたのに始まり、はじめは大運寺と号した。1600年（慶長5年）の関ヶ原の戦いの後小早川秀秋が岡山城に入ると現在の寺地に移され、寺号も大雲寺と改められた。1945年（昭和20年）の岡山空襲により堂宇を焼失し、現在の建物はそれ以降に建てられたものである。中にある大仏は空襲の際に、当時1番若かった娘さんが避難させたが焼夷弾の油脂が右頬にかかり、今もその痕が残っている。

## 周辺
- 大雲寺交差点

## アクセス
- 岡山電気軌道清輝橋線 大雲寺前電停下車、徒歩すぐ。